# Royal 16 F. ii

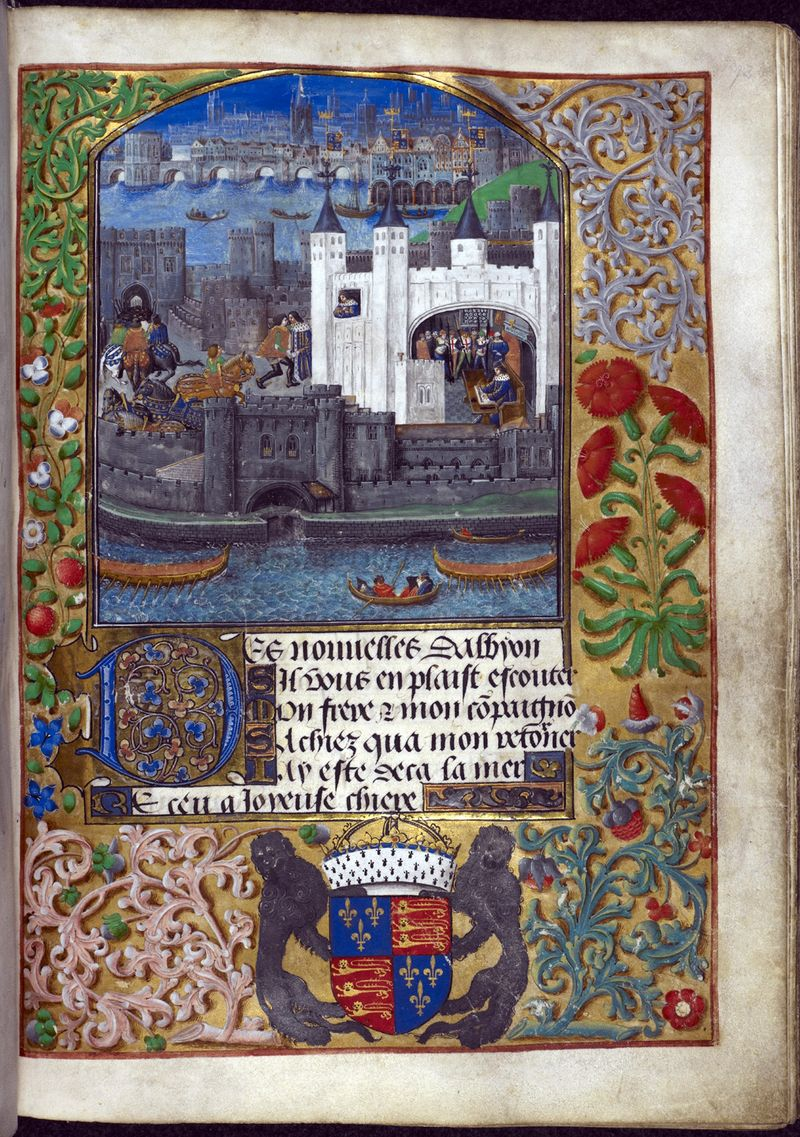
Illustration zum Originalgedicht. Die erste bekannte topographisch korrekte Abbildung Londons zeigt Themse und Tower of London.

Royal 16 F. ii ist ein Manuskript in der British Library. Das im 15. Jahrhundert in Brügge entstandene Manuskript enthält 166 Gedichte von Charles de Valois, duc d’Orléans im französischen Original. Es ist das einzig überlieferte illustrierte mittelalterliche Manuskript von Charles Gedichten.
Bekannt ist Royal 16 F. ii vor allem für die Illustration, die das Gedicht Des Nouvelles d’Albyon (Neues aus England) begleitet. Das Gedicht selbst ist als Brief an Philipp den Guten formuliert. Unter anderem enthält es die älteste bekannte topographisch korrekte Abbildung Londons. Das Bild zeigt den Tower of London mit White Tower und St Thomas’s Tower wie man ihm vom Südufer der Themse aus sah. Im Hintergrund rahmen Custom House, London Bridge und die Skyline der City of London das Bild ein. Im Tower sitzt Charles, der etwas schreibt während Wächter in englischen Uniformen ihn beobachten. Neben dem Tower sieht man, wie Charles den Brief einem Boten übergibt, der bis zu den Häfen am Ärmelkanal reitet. Gleichzeitig schaut Charles aus dem Fenster dem Boten hinterher.
Die Gedichte entstanden in den Jahren zwischen 1415 und 1440. Charles war in der Schlacht von Agincourt gefangen genommen worden und verbrachte die 25 darauffolgenden Jahren in englischer Haft. Einen Teil dieser Zeit war er einer der Gefangenen im Tower. Das Manuskript entstand am Ende des 15. Jahrhunderts, aber vor 1483 in Brügge.
Das Manuskript selbst hat ein Format von 37 × 26 Zentimeter und besteht aus 248 Blättern Pergament. Etwa die Hälfte der Seiten wird von Charles’ Gedichten eingenommen. Sechs Seiten sind mit Miniaturen gefüllt. Weitere Texte im Manuskript sind fiktive Briefe der Äbtissin Heloise über die Liebe und eine Abhandlung über die Erziehung eines Prinzen. Die Bindung stammt aus den Jahren nach 1600 und der Einband trägt ein Datum von 1757. Die Zeichnungen stammen wahrscheinlich von zwei Künstlern. Ein größerer Teil der Miniaturen stammt vermutlich von einem niederländischen Künstler, der in London arbeitet. Vier Miniaturen stammen vom Meister der Gebetbücher um 1500, der in der Werkstatt von Quentin Poulet arbeitete.
Das Manuskript war vermutlich für Eduard IV. gedacht, der auch sein erster Besitzer war. Wie Ergänzungen für Eduards Nachfolger   zeigen, war das Werk an Eduards Todesdatum 1483 noch nicht vollendet. Während die erste Hälfte des Manuskripts mit den Gedichten von Charles aus einer Werkstatt in einem Stil stammt, sind die Miniaturen und Schrift im hinteren Teil aus verschiedenen Händen und von niedrigerer Qualität als die erste Hälfte des Manuskripts. Das Werk stand Jahrhunderte in der Old Royal Library, bevor Georg II. es zusammen mit anderen Werken der Bibliothek an die British Library übergab.

## Faksimilie
- Charles d'Orleans, John Fox (Hg.): Choix de Poesies MS Royal 16 F II., Exeter University Press 1990, ISBN 0-900771-47-X